# Физическая величина
Физи́ческая величина́ — измеряемое качество, признак или свойство материального объекта или явления, общее в качественном отношении для класса материальных объектов или процессов, явлений, но в количественном отношении индивидуальное для каждого из них.
Физические величины имеют род, размер, единицу измерения и значение.
Для обозначения физических величин применяются прописные и строчные буквы латинского или греческого алфавита. Часто к обозначениям добавляют верхние или нижние индексы, указывающие, к чему относится величина, например Eп часто обозначает потенциальную энергию, а cp — теплоёмкость при постоянном давлении.
Некоторые величины можно выбрать в качестве основных (размерно-независимых), тогда остальные будут с помощью физических законов через них выражаться. Размерности вторичных физических величин устанавливают исходя из законов, их определяющих, а также из требования, чтобы эти величины входили в них с заданными коэффициентами. Совокупность основных и зависимых физических величин образуют систему физических величин. Например, в системе LMT основными величинами выбраны длина, масса и время.
Когда наряду с величинами указан их масштаб, говорят о системе единиц физических величин. В пример можно привести системы единиц СГС или СИ.

## Общие свойства величин
Качественная определённость величины называется родом. Например, однородными величинами являются длина и ширина. Количественная определённость величины, присущая конкретному объекту или явлению, называется размером. Индивидуальность размеров совпадающих(однородных) величин объектов или явлений позволяет сравнивать и различать их.
При измерении размер определяемой величины сравнивается с размером условной единицы. Результатом такого сравнения является измеренное значение величины, показывающее во сколько раз размер величины больше или меньше размера единицы. Следовательно, значение является целью и результатом измерения.
{\displaystyle X=\{x\}[x]}, где X — измеряемая величина объекта или явления, {x} — численное значение, [x] — единица величины.
Численное значение самой единицы [x] всегда тождественно равно 1. Размер величины не зависит от выбранной единицы, а значение изменяется при выборе другой единицы. Например, гиря массой в 1 килограмм, также имеет массу 2,2 фунта или 0,001 тонны. Значения однородных величин применяются для сравнения объектов измерения.
Различают три вида значений величин, объединённые общим термином «опорное значение».
- Истинное значение — идеальное, единственное значение величины. Термин используется тогда, когда можно пренебречь неопределённостью значения на микроуровне[2].
- Действительное значение — получается экспериментальным путём, достаточно близко к истинному значению[2].
- Принятое значение — значение, приписанное величине[2].

Разнообразие физических величин упорядочивается при помощи систем физических величин. В системе ограниченный перечень величин принимается за основные, а другие, производные, величины выводятся из них при помощи уравнений связи. В Международной системе величин (англ. International System of Quantities, ISQ) в качестве основных выбрано семь величин:
- L — длина;
- M — масса;
- T — время;
- I — сила тока;
- Θ — температура;
- N — количество вещества;
- J — сила света.

При анализе связей между величинами применяется понятие размерности физической величины. Так называют степенной одночлен, состоящий из произведений символов основных величин в различных степенях. При определении размерности, применяются стандартные математические операции — умножение, деление и сокращение степеней. Если после всех операций сокращений в размерности величины не осталось сомножителей с ненулевыми степенями, то величина называется безразмерной.
| Величина  | Уравнение связи                                     | Размерность в СИ                                                        | Название единицы |
| --------- | --------------------------------------------------- | ----------------------------------------------------------------------- | ---------------- |
| Ускорение | {\displaystyle a={\frac {V}{t}}={\frac {l}{t^{2}}}} | {\displaystyle L^{+1}T^{-2}}                                            | Нет              |
| Сила      | {\displaystyle F={m}{a}}                            | {\displaystyle M^{+1}L^{+1}T^{-2}}                                      | Ньютон           |
| Площадь   | {\displaystyle S=l^{2}}                             | {\displaystyle L^{+2}}                                                  | Квадратный метр  |
| Давление  | {\displaystyle P={\frac {F}{S}}}                    | {\displaystyle {\frac {M^{+1}L^{+1}T^{-2}}{L^{+2}}}=M^{+1}L^{-1}T^{-2}} | Паскаль          |

Физические величины, которые характеризуют объекты и явления в твёрдой Земле, а также в её жидких и газовых оболочках называются геофизическими величинами. Измерение геофизических величин в лаборатории или в полевых условиях позволяет лучше понять внутреннюю структуру планеты, а также искать и разведывать месторождения полезных ископаемых. Наука, основанная на измерениях физических величин горных пород в лабораторных условиях, называется петрофизикой.

## Классификация физических величин
- Аддитивные и неаддитивные[2]
  - аддитивные величины — величины, значения которых могут быть суммированы, умножены на константу или разделены друг на друга. Например масса, длина, площадь.
  - неаддитивные величины — величины, для которых суммирование значений бессмысленно, хотя и возможно математически. К таким величинам относится температура, плотность, удельное сопротивление. Исключение: температуры можно вычитать, получаемая при этом разность температур {\displaystyle \Delta T} входит в ряд физических законов.

- Скалярные, векторные, тензорные величины
  - скалярные величины имеют значение, выражаемое только одним числом, для них не определено направление[9]. Ярким примером скалярной величины является потенциальная энергия.
  - векторные величины описываются последовательностью из трёх (или двух) независимых значений, которые называются компонентами. Векторные величины имеют скалярный модуль и направление. Векторными величинами является сила, давление, скорость и ускорение.
  - тензорные величины объединяют все остальные классы. Они возникают в материальных уравнениях для сред, например, в теории упругости для описания деформаций, электромагнитной теории для уравнений материальной среды, в общей теории относительности для описания метрики.

## Группы физических величин

### Электрические величины
Электрические величины характеризуют электрический ток — направленное движение заряженных частиц. К электрическим величинам относят:
- Сила тока
- Напряжение
- Сопротивление
- Проводимость
- Удельное сопротивление
- Удельная проводимость